# Campionato europeo di football americano 1991
Il campionato europeo di football americano 1991 (in lingua inglese 1991 American Football European Championship), è la quinta edizione del campionato europeo di football americano per squadre nazionali maggiori maschili organizzato dalla EFL. È stato disputato all'Olympiastadion di Helsinki tra il 16 e il 18 agosto 1991.

## Stadi
Distribuzione degli stadi del campionato europeo di football americano 1991
| Helsinki              | Olympiastadion (Helsinki) |
| Olympiastadion        | Olympiastadion (Helsinki) |
| 60°11′13″N 24°55′38″E | Olympiastadion (Helsinki) |
| Capacità:             | Olympiastadion (Helsinki) |
| Altitudine:           | Olympiastadion (Helsinki) |
|                       | Olympiastadion (Helsinki) |

## Squadre partecipanti
| Pr. | Squadra       | Data di qualificazione | Qualificata in quanto                                                                           | Ultima partecipazione |
| --- | ------------- | ---------------------- | ----------------------------------------------------------------------------------------------- | --------------------- |
| 1   | Finlandia     |                        | Paese organizzatore                                                                             | Germania Ovest 1989   |
| 2   | Francia       |                        | Vincitrice dello spareggio con l'Italia, dopo aver vinto un torneo con Austria, Belgio e Spagna | Italia 1985           |
| 3   | Gran Bretagna |                        | Prima classificata all'Europeo 1989                                                             | Germania Ovest 1989   |
| 4   | Paesi Bassi   |                        | Vincitrice dello spareggio con la Svezia e, prima, con l'Unione Sovietica                       | Esordiente            |

## Tabellone
|  | Semifinali    | Semifinali    | Semifinali    |               |           | Finale               | Finale               | Finale               |  |
|  |               |               |               |               |           |                      |                      |                      |  |
|  | Finlandia     | Finlandia     | 52            |               |           |                      |                      |                      |  |
|  | Finlandia     | Finlandia     | 52            |               |           |                      |                      |                      |  |
|  | Francia       | Francia       | 0             |               |           |                      |                      |                      |  |
|  | Francia       | Francia       | 0             |               | Finlandia | Finlandia            | 3                    |                      |  |
|  |               |               |               |               | Finlandia | Finlandia            | 3                    |                      |  |
|  |               |               | Gran Bretagna | Gran Bretagna | 14        |                      |                      |                      |  |
|  | Gran Bretagna | Gran Bretagna | Gran Bretagna | Gran Bretagna | 14        | 49                   |                      |                      |  |
|  | Gran Bretagna | Gran Bretagna |               |               |           | 49                   |                      |                      |  |
|  | Paesi Bassi   | Paesi Bassi   | 3             |               |           | Finale 3º - 4º posto | Finale 3º - 4º posto | Finale 3º - 4º posto |  |
|  | Paesi Bassi   | Paesi Bassi   | 3             |               |           |                      |                      |                      |  |
|  |               |               |               |               |           |                      |                      |                      |  |
|  |               |               |               |               |           | Francia              | Francia              | 12                   |  |
|  |               |               |               |               |           | Francia              | Francia              | 12                   |  |
|  |               |               |               |               |           | Paesi Bassi          | Paesi Bassi          | 17                   |  |

## Risultati

### Semifinali
| Helsinki 1991 | Finlandia | 51 – 0 | Francia | Olympiastadion |

| Helsinki 16 agosto 1991 | Gran Bretagna | 49 – 3 | Paesi Bassi | Olympiastadion |

### Finale 3º - 4º posto
| Helsinki 1991 | Francia | 12 – 17 | Paesi Bassi | Olympiastadion |

### Finale
| Helsinki 18 agosto 1991 | Finlandia | 3 – 14 | Gran Bretagna | Olympiastadion |

## Campione
| Campione d'Europa 1991 Gran Bretagna (2º titolo) |